# Paula Botet
Paula Botet est une biathlète française, née le 19 décembre 2000 à Sallanches.
Elle est la fille de Véronique Claudel, championne olympique du relais d'Albertville en 1992. Elle débute en Coupe du monde lors de la saison 2021-2022, et son premier podium est collectif : troisième du relais féminin d'Antholz-Anterselva le 22 janvier 2022.
Le 9 janvier 2025, elle décroche son premier podium individuel sur le circuit de la Coupe du monde à l'occasion de sa victoire sur le sprint d'Oberhof.

## Carrière
Paula Botet fait ses débuts internationaux lors des championnats du monde jeunes à Otepaa en 2018. Elle obtient la médaille de bronze du relais l'année suivante aux championnats du monde jeunes à Brezno.
Elle remporte son premier titre mondial en relais dans la catégorie juniors des championnats du monde en 2020 à Lenzerheide. Elle fait ses débuts en IBU Cup la saison suivante en janvier 2021 à Arber. Aux championnats du monde juniors 2021 à Obertilliach, elle décroche sa seconde médaille d'or en relais, en compagnie de Camille Bened, Eve Bouvard et Sophie Chauveau.
En début d'hiver 2021-2022, elle monte à quatre reprises sur le podium en IBU Cup : 3e de la poursuite à Idre, puis 3e du sprint et de la mass-start 60 à Sjusjoen et enfin 2e du sprint à Obertilliach, à moins d'une seconde de la victoire. Grâce à ces résultats, elle obtient sa première sélection en Coupe du monde au début de janvier 2022 à Oberhof où elle marque d'emblée ses premiers points en se classant 39e du sprint et de la poursuite. Pour son premier relais au plus haut niveau à Antholz-Anterselva le 22 janvier, elle réalise une belle performance en position de troisième relayeuse et contribue à la 3e place accrochée in-extremis par la France, synonyme, pour elle, de premier podium en Coupe du monde.
Évoluant durant la majeure partie de la saison 2022-2023 sur le second circuit mondial, elle remporte le petit globe du sprint de l'IBU Cup 2022-2023 et termine troisième du classement général.
Elle passe toute la saison 2023-2024 sur le circuit IBU Cup, mais sa saison est perturbée par des douleurs tibiales et elle ne décroche aucun podium.
Elle remporte à Idre Fjäll le premier sprint qui lance la saison d'IBU Cup 2024-2025, puis le troisième à Geilo. Elle ne quitte ensuite plus le podium (six au total sur huit épreuves) et pointe en tête du classement général de l'IBU Cup à Noël avec quatre-vingt-huit points d'avance sur Camille Bened. Grâce à cet enchaînement de performances, elle gagne sa place en Coupe du monde pour l'étape d'Oberhof en janvier 2025. Elle s'impose dès la première course (un sprint) avec un sans faute au tir et signe ainsi la première victoire de carrière en coupe du monde.
Mais, après les Championnats du monde de biathlon 2025, elle redescend en IBU Cup à la place de Sophie Chauveau.
Elle remporte le petit globe du sprint de l'IBU Cup pour la deuxième fois à l'issue de cette saison 2024-2025.

## Palmarès

### Coupe du monde
- Meilleur classement général : 34e en 2025.
- 4 podiums :
  - 1 podium individuel : 1 victoire.
  - 2 podiums en relais :   2 troisièmes places.
  - 1 podium en relais mixte simple : 1 deuxième place.

 Dernière mise à jour le 23 mars 2025.

#### Victoire
| Saison \ Épreuve | Individuel | Sprint  | Poursuite | Mass start | Total |
| 2024-2025        |            | Oberhof |           |            | 1     |
| Total            | 0          | 1       | 0         | 0          | 1     |

Mis à jour le 9 janvier 2025

#### Classements en Coupe du monde
| Saison    | Individuel | Individuel | Individuel | Sprint  | Sprint | Sprint | Poursuite | Poursuite | Poursuite | Mass start | Mass start | Mass start | Général | Général | Général    |
| Saison    | Courses    | Points     | Class.     | Courses | Points | Class. | Courses   | Points    | Class.    | Courses    | Points     | Class.     | Courses | Points  | Classement |
| --------- | ---------- | ---------- | ---------- | ------- | ------ | ------ | --------- | --------- | --------- | ---------- | ---------- | ---------- | ------- | ------- | ---------- |
| 2021-2022 | 1 / 2      | 1          | 62e        | 5 / 9   | 18     | 70e    | 3 / 7     | 6         | 77e       |            |            |            | 9 / 22  | 25      | 79e        |
| 2022-2023 | 1 / 3      | 6          | 62e        | 2 / 7   | 20     | 62e    |           |           |           |            |            |            | 3 / 20  | 26      | 68e        |
|           |            |            |            |         |        |        |           |           |           |            |            |            |         |         |            |
| 2024-2025 | 1          | 0          | nc         | 3       | 112    | 22e    | 3         | 52        | 38e       | 1          | 50         | 30e        | 8 / 21  | 214     | 34e        |

#### Résultats détaillés en Coupe du monde
| 2021-2022 | Drapeau de la Suède | Drapeau de la Suède | Drapeau de la Suède | Drapeau de la Suède | Drapeau de l'Autriche | Drapeau de l'Autriche | Drapeau de la France | Drapeau de la France | Drapeau de la France | Drapeau de l'Allemagne | Drapeau de l'Allemagne | Drapeau de l'Allemagne | Drapeau de l'Allemagne | Drapeau de l'Italie | Drapeau de l'Italie | .  | .  | .  | .  | Drapeau de la Finlande | Drapeau de la Finlande | Drapeau de l'Estonie | Drapeau de l'Estonie | Drapeau de la Norvège | Drapeau de la Norvège | Drapeau de la Norvège | 79e |
| 2021-2022 | IN                  | SP                  | SP                  | PU                  | SP                    | PU                    | SP                   | PU                   | MS                   | SP 39e                 | PU 39e                 | SP 44e                 | PU 46e                 | IN 40e              | MS                  | IN | SP | PU | MS | SP 66e                 | PU                     | SP 38e               | MS                   | SP 28e                | PU 37e                | MS                    | 79e |
| 2022-2023 |                     |                     |                     |                     |                       |                       |                      |                      |                      |                        |                        |                        |                        |                     | .                   | .  | .  | .  |    |                        |                        |                      |                      |                       |                       |                       | 68e |
| 2022-2023 | IN 35e              | SP 67e              | PU                  | SP                  | PU                    | SP                    | PU                   | MS                   | SP                   | PU                     | IN                     | MS                     | SP                     | PU                  | SP                  | PU | IN | MS | SP | PU                     | IN                     | MS                   | SP 21e               | PU Ann.               | MS                    |                       | 68e |
|           |                     |                     |                     |                     |                       |                       |                      |                      |                      |                        |                        |                        |                        |                     |                     |    |    |    |    |                        |                        |                      |                      |                       |                       |                       |     |
| 2024-2025 |                     |                     |                     |                     |                       |                       |                      |                      |                      |                        |                        |                        |                        |                     | .                   | .  | .  | .  |    |                        |                        |                      |                      |                       |                       |                       | 34e |
| 2024-2025 | SI                  | SP                  | MS                  | SP                  | PU                    | SP                    | PU                   | MS                   | SP 1re               | PU 14e                 | IN 46e                 | MS                     | SP 27e                 | PU 36e              | SP                  | PU | IN | MS | SP | PU                     | IN                     | MS                   | SP 33e               | PU 21e                | MS 5e                 |                       | 34e |

#### Podiums en relais en Coupe du monde
| Podiums en relais en Coupe du monde | Podiums en relais en Coupe du monde | Podiums en relais en Coupe du monde | Podiums en relais en Coupe du monde | Podiums en relais en Coupe du monde | Podiums en relais en Coupe du monde | Podiums en relais en Coupe du monde | Podiums en relais en Coupe du monde | Podiums en relais en Coupe du monde | Podiums en relais en Coupe du monde | Podiums en relais en Coupe du monde |
| n°                                  | Saison                              | Date                                | Lieu                                | Épreuve                             | Résultat                            | Composition                         | Composition                         | Composition                         | Composition                         | Compétition                         |
| ----------------------------------- | ----------------------------------- | ----------------------------------- | ----------------------------------- | ----------------------------------- | ----------------------------------- | ----------------------------------- | ----------------------------------- | ----------------------------------- | ----------------------------------- | ----------------------------------- |
| 1                                   | 2021-2022                           | 22-01-2022                          | Antholz                             | Relais 4 × 6 km                     | Médaille de bronze                  | C. Chevalier                        | J. Braisaz-Bouchet                  | P. Botet                            | A. Bescond                          | Coupe du monde                      |
| 2                                   | 2024-2025                           | 12-01-2025                          | Oberhof                             | Relais mixte simple                 | Médaille d'argent                   | Q. Fillon Maillet                   | P. Botet                            | Q. Fillon Maillet                   | P. Botet                            | Coupe du monde                      |
| 3                                   | 2024-2025                           | 18-01-2025                          | Ruhpolding                          | Relais 4 x 6 km                     | Médaille de bronze                  | P. Botet                            | O. Michelon                         | J. Braisaz-Bouchet                  | J. Simon                            | Coupe du monde                      |

### Championnats d'Europe
- Lenzerheide 2023
  -  Médaille de bronze du relais mixte simple (avec Émilien Claude)

### IBU Cup
- 3e du classement général en 2023 et en 2025.
- 2 petits globes de cristal :
  - Vainqueur du classement du sprint en 2023.
  - Vainqueur du classement du sprint en 2025.
- 19 podiums individuels : 3 victoires, 7 deuxièmes places et 9 troisièmes places.

 Dernière mise à jour le 14 mars 2025 

#### Podiums individuels en IBU Cup
| Podiums individuels en IBU Cup | Podiums individuels en IBU Cup | Podiums individuels en IBU Cup | Podiums individuels en IBU Cup | Podiums individuels en IBU Cup | Podiums individuels en IBU Cup |
| n°                             | Saison                         | Date                           | Lieu                           | Épreuve                        | Résultat                       |
| ------------------------------ | ------------------------------ | ------------------------------ | ------------------------------ | ------------------------------ | ------------------------------ |
| 1                              | 2021-2022                      | 28-11-2021                     | Idre Fjäll                     | Poursuite 10 km                | Médaille de bronze             |
| 2                              | 2021-2022                      | 03-12-2021                     | Sjusjøen                       | Sprint 7,5 km                  | Médaille de bronze             |
| 3                              | 2021-2022                      | 04-12-2021                     | Sjusjøen                       | Mass start 60 12 km            | Médaille de bronze             |
| 4                              | 2021-2022                      | 18-12-2021                     | Obertilliach                   | Sprint 7,5 km                  | Médaille d'argent              |
| 5                              | 2022-2023                      | 15-12-2022                     | Ridnaun-Val Ridanna            | Sprint 7,5 km                  | Médaille de bronze             |
| 6                              | 2022-2023                      | 13-01-2023                     | Pokljuka                       | Individuel court 12,5 km       | Médaille de bronze             |
| 7                              | 2022-2023                      | 15-01-2023                     | Pokljuka                       | Sprint 7,5 km                  | Médaille d'or                  |
| 8                              | 2022-2023                      | 25-02-2023                     | Canmore                        | Sprint 7,5 km                  | Médaille d'argent              |
| 9                              | 2022-2023                      | 26-02-2023                     | Canmore                        | Super sprint 7,5 km            | Médaille de bronze             |
| 10                             | 2022-2023                      | 01-03-2023                     | Canmore                        | Sprint 7,5 km                  | Médaille d'argent              |
| 11                             | 2024-2025                      | 28-11-2024                     | Idre Fjäll                     | Sprint 7,5 km                  | Médaille d'or                  |
| 12                             | 2024-2025                      | 30-11-2024                     | Idre Fjäll                     | Sprint 7,5 km                  | Médaille d'argent              |
| 13                             | 2024-2025                      | 06-12-2024                     | Geilo                          | Sprint 7,5 km                  | Médaille d'or                  |
| 14                             | 2024-2025                      | 07-12-2024                     | Geilo                          | Poursuite 10 km                | Médaille de bronze             |
| 15                             | 2024-2025                      | 19-12-2024                     | Obertilliach                   | Sprint 7,5 km                  | Médaille de bronze             |
| 16                             | 2024-2025                      | 21-12-2024                     | Obertilliach                   | Mass-Start 60 12,5 km          | Médaille d'argent              |
| 17                             | 2024-2025                      | 05-02-2025                     | Ridnaun-Val Ridanna            | Sprint 7,5 km                  | Médaille d'argent              |
| 18                             | 2024-2025                      | 09-03-2025                     | Otepää                         | Mass-Start 60 12 km            | Médaille d'argent              |
| 19                             | 2024-2025                      | 14-03-2025                     | Otepää                         | Sprint 7,5 km                  | Médaille de bronze             |

### Championnats du monde juniors
- Lenzerheide 2020
  -  Médaille d'or du relais (avec Camille Bened, Laura Boucaud et Lou Anne Chevat)

- Obertilliach 2021
  -  Médaille d'or du relais (avec Eve Bouvard, Sophie Chauveau et Camille Bened)

### Championnats du monde jeunes
- Brezno-Osrblie 2019
  -  Médaille de bronze du relais (avec Laura Boucaud et Coline Pasteur)

### Championnats de France de biathlon d'été
- 2022
  -  Médaille d'argent du sprint

### Coupe de France
- Vainqueur de la Coupe de France-Samse National Tour en 2020